# Tipula (Microtipula) manniana
Tipula (Microtipula) manniana is een tweevleugelige uit de familie langpootmuggen (Tipulidae). De soort komt voor in het Neotropisch gebied.